# 伏見＝テンパリー模型
統計力学において、伏見＝テンパリー模型（ふしみ＝テンパリーもけい、英: Husimi–Temperley model）とは格子点上で定義されるスピン系のモデルである。物理学者の伏見康治とネヴィル・テンパリーに因む。この模型ではスピンが他の全てのスピンと相互作用するモデルであり、無限レンジモデルとも呼ばれる。伏見＝テンパリー模型では平均場近似による解析が熱力学的極限での厳密な結果を与える。

## 概要
d-次元空間のN 個の格子点にスピンが配置された格子模型を考える。i 番目の格子点におけるスピンの状態を表すスピン変数をσiとし、σiは± 1の値をとるものとする。伏見＝テンパリー模型のハミルトニアンは
{\displaystyle {\begin{aligned}{\mathcal {H}}&=-{\frac {1}{2N}}\sum _{i=1}^{N}\sum _{j=1}^{N}J_{ij}\,\sigma _{i}\cdot \sigma _{j}\\&=-{\frac {1}{N}}\sum _{1\leq i<j\leq N}J_{ij}\,\sigma _{i}\cdot \sigma _{j}\end{aligned}}}
で与えられる。ここでは、Jij=Jjiはスピン間の相互作用であり、1/Nはエネルギーが示量性となるために必要な因子である。この模型は格子点上のスピンがスピン間距離に依らず、他の全てのスピンと相互作用しており、無限レンジモデルと呼ばれる。これはイジング模型の特別なケースに相当する。

## 平均場近似との関係
相互作用を含む多体系では一般に分配関数を求めることが困難である。スピン系の平均場近似では、多体相互作用を実効的な外場に置き換えて、近似計算を行う。最近接する格子間の相互作用を取り入れたイジング模型において、スピン間の相互作用Jijを一様な相互作用JIとする。このとき、イジング模型のハミルトニアンは
{\displaystyle {\mathcal {H}}=-J_{I}\sum _{\left\langle i,j\right\rangle }\sigma _{i}\cdot \sigma _{j}}
である。⟨i, j⟩は最近接する格子点のペアについての和であることを意味する。一つの格子点に最近接する格子点の数をz 個とすると、系全体での最近接格子のペアの個数は zN/2 個となる。このイジング模型の平均場近似では自発磁化は自己無撞着方程式
{\displaystyle m=\tanh {\frac {zJ_{I}m}{kT}}}
を満たす解として定まる。ここでk はボルツマン定数、T は絶対温度である。転移温度は、
{\displaystyle T_{c}={\frac {zJ_{I}}{k}}}
と求まる。但し、平均場近似は揺らぎの効果を取り入れていないため、転移温度や臨界指数は、厳密解や数値解析の結果とは一致しない。
一方、スピン間の相互作用Jijを一様な相互作用JHTとする伏見＝テンパリー模型では、ハミルトニアンは
{\displaystyle {\mathcal {H}}=-{\frac {J_{HT}}{N}}\sum _{1\leq i<j\leq N}\sigma _{i}\cdot \sigma _{j}}
となる。これは最近接する格子点の個数をz=N −1≅ Nとし、相互作用をJI=JHT/N とするイジング模型に対応する。この伏見＝テンパリー模型の熱力学極限での自発磁化は方程式
{\displaystyle m=\tanh {\frac {J_{HT}m}{kT}}}
から厳密に求まる。イジング模型との対応関係から伏見＝テンパリー模型では平均場近似が厳密な結果を与えることがわかる。